# Aleksander Zawadzki (przyrodnik)
Aleksander Zawadzki (ur. 6 maja 1798 w Bielsku, zm. 5 czerwca 1868 w Brnie) – polski biolog, profesor Uniwersytetu Lwowskiego.

## Życiorys
Był dziekanem wydziału filozoficznego ULw. Na uniwersytecie wykładał botanikę i fizykę. Badał i opisywał florę okolic Lwowa. W latach 1854–1868 studiował ewolucję, po czym w Brnie, gdzie przybył w wyniku zawieruchy spowodowanej Wiosną Ludów, stał się mentorem Gregora Mendla, kierując jego talent w stronę ewolucji i pomagając stworzyć podwaliny genetyki.
Był członkiem wielu towarzystw naukowych, redaktorem lwowskich czasopism (Rozmaitości, Mnemozyna). Członek korespondent Galicyjskiego Towarzystwa Gospodarskiego (1868). Dokonał pierwszego udokumentowanego zdobycia szczytu Giewontu wraz z Franciszkiem Herbichem.
Jego syn Ryszard Zawadzki był prawnikiem, sędzią, posłem do Sejmu Krajowego Galicji i Rady Państwa w Wiedniu.

## Upamiętnienie
W 2012 roku imieniem Aleksandra Zawadzkiego uhonorowano jedną z ulic w Warce. Nie był on jednak w jakikolwiek sposób związany z tym miastem, a powodem, dla którego tego dokonano, była jedynie zmiana patrona. Istniejąca dotychczas ulica Aleksandra Zawadzkiego upamiętniała komunistycznego polityka, którego Towarzystwo Miłośników Miasta Warki nie chciało już dłużej honorować, więc zastąpiono go osobą Aleksandra Zawadzkiego, przyrodnika, profesora Uniwersytetu Lwowskiego. Podobne rozwiązanie zastosowano w Rudołtowicach i w Ćwiklicach.